# Christian Heinrich Kleukens
Christian Heinrich Kleukens (* 7. März 1880 in Achim bei Bremen; † 7. April 1954 in Darmstadt) war ein deutscher Drucker, Typograf und Lehrer.

## Leben und Werk
Christian Heinrich Kleukens erlebte seine Jugend in Hemelingen und Bremen. Er wurde von seinem Bruder Friedrich Wilhelm in der Steglitzer Werkstatt ausgebildet und besuchte die Akademie für graphische Künste in Leipzig. Ab 1907 arbeitete er, erneut unter der Leitung seines Bruders, als Drucker in der neu gegründeten Privatdruckerei des Großherzogs Ernst Ludwig von Hessen, der Ernst-Ludwig-Presse in Darmstadt, deren Leitung er 1914 mit übernahm. 1911 errichtete er das erste reine Wohnhaus in der späteren Villenkolonie Trautheim. 1913 wurde er Mitglied der Künstlerkolonie auf der Mathildenhöhe. 1919 gründete er mit Rudolf G. Binding die Kleukens Presse.
1919 gründete er die Buchbinderei Kleukens-Binderei in Darmstadt. Ihr Leiter wurde Ernst Rehbein, der 1922 aus Leipzig übersiedelte. Bis zu dieser Zeit wurden die zu bindenden Bände zwischen Leipzig und Darmstadt hin- und hertransportiert.
1927 übernahm er die Leitung der neu gegründeten Mainzer Presse und wurde Dozent an der Staatsschule für Kunst und Handwerk in Mainz. 1934 trat Kleukens der SA und zum 1. Mai 1937 der NSDAP bei (Mitgliedsnummer 5.860.129).
Mit insgesamt über 300 Druckwerken ist Ch. H. Kleukens der wohl produktivste Drucker der deutschen Buchkunstbewegung und genoss internationale Anerkennung. Allein die Ernst-Ludwig-Presse brachte 93 Werke hervor; in der Mainzer Presse, die sich dem typografisch vollkommenen, wohlfeilen Buch verschrieben hatte, erschienen in 10 Jahren 65 Druckwerke, die ausnahmslos in von Kleukens eigens für die Presse entworfenen Schriften gedruckt wurden. Neben seiner Tätigkeit als Schriftentwerfer und Drucker war er auch literarisch tätig. Bereits sein erstes eigenes Druckwerk galt einer Sammlung von Fabeln, die er selbst verfasst hatte. Beachtung fanden auch seine Dramen SOS (1931) und Der bankrotte Jona (1932).
Christian Heinrich Kleukens war seit 1912 mit Luise geborene Krüger (1889–1968) verheiratet, der jüngeren Schwester der Malerin Friederike de Beauclair.

## Auszeichnungen
1914 erhielt Ch. H. Kleukens die Medaille für Kunst und Wissenschaft von Großherzog Ernst Ludwig. 1926 wurde ihm für sein Schaffen im Dienste des schönen Buches der Georg-Büchner-Preis des Landes Hessen verliehen, 1940 erhielt er die Gutenberg-Medaille der Stadt Mainz. Auf der Pariser Weltausstellung von 1937 wurden die Ernst-Ludwig-Presse, die Kleukens-Presse und die Mainzer Presse mit Goldmedaillen prämiert.

## Straßenname
Zu Ehren von Kleukens erhielt 1963 eine Straße in Darmstadt-Eberstadt den Namen Kleukensweg. Erst Jahrzehnte später erbrachte eine Untersuchung über Straßennamen in Darmstadt, die im Auftrag der Stadt Darmstadt erfolgt war, „dass Kleukens ein aktiver Nationalsozialist war, der überdies seine aktive Rolle im und für den Nationalsozialismus verschwieg.“ Daraufhin wurde diese Straße im Mai 2023 in Elisabeth-Duncan-Weg umbenannt.

## Schrifttypen
- Adam Karrillon Schrift, 1934 (Mainzer Presse)
- Burte Fraktur, 1928 (zusammen mit Gustav Eichenauer, Mainzer Presse)
- Divan Type (Mainzer Presse)
- Goethe Antiqua, 1930 (Mainzer Presse)
- Hesiod Type, 1930 (Mainzer Presse)
- Judith Type, 1923
- Mainzer Antiqua, 1927 (Mainzer Presse)
- Plinius Schrift, 1929 (Mainzer Presse)
- Shakespeare Schrift, 1925

## Werke
- Reinke Voß, eene ole Geschichte, upt Nee vertellt. Darmstadt/Leipzig 1913
- Herausgeber: Ein kurzweilig Lesen vom Till Ulenspiegel. Leipzig, Insel Verlag  1913 (Insel-Bücherei Nr. 56/1A)
- Die Handpresse. Darmstadt 1926
- Herausgeber: Die höchst ergötzlichen Predigten des Jobst Sackmann, weiland Pastors zu Limmer. Leipzig, Insel Verlag (Insel-Bücherei Nr. 476)
- Die Kunst der Letter. Leipzig, Insel Verlag 1940 (Insel-Bücherei Nr. 557)
- Die Kunst Gutenbergs. Druck und Verlag Joh. Falk 3. Söhne, Mainz 1943
- Vom Baum der Erkenntnis. Olten 1950
- Fabeln – Ein Trostbüchlein, Druck der Mainzer Presse, 1951

## Auszeichnungen
- 1926: Georg-Büchner-Preis